# Katedrála svatého Pavla

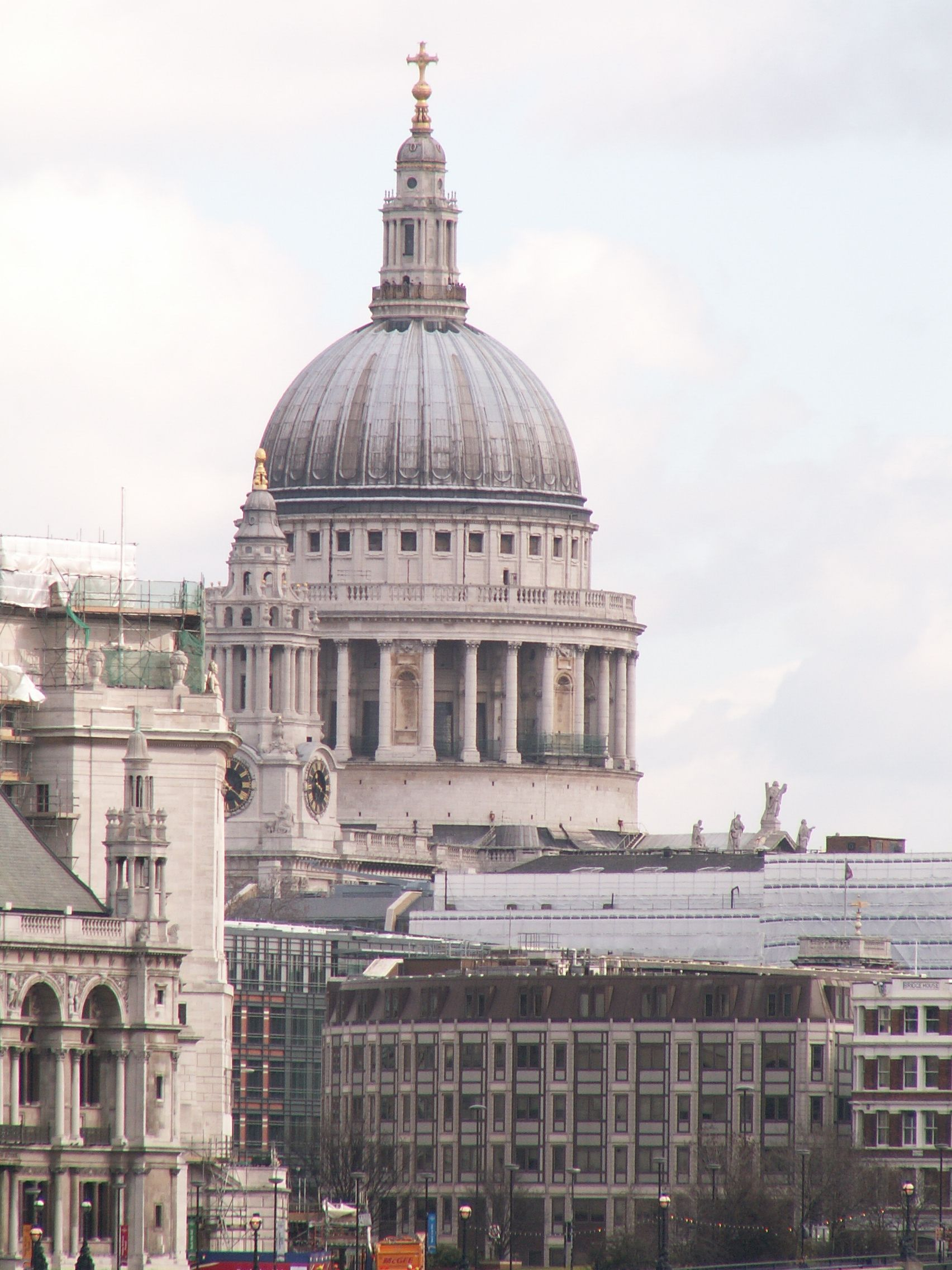
Katedrála svatého Pavla v Londýně

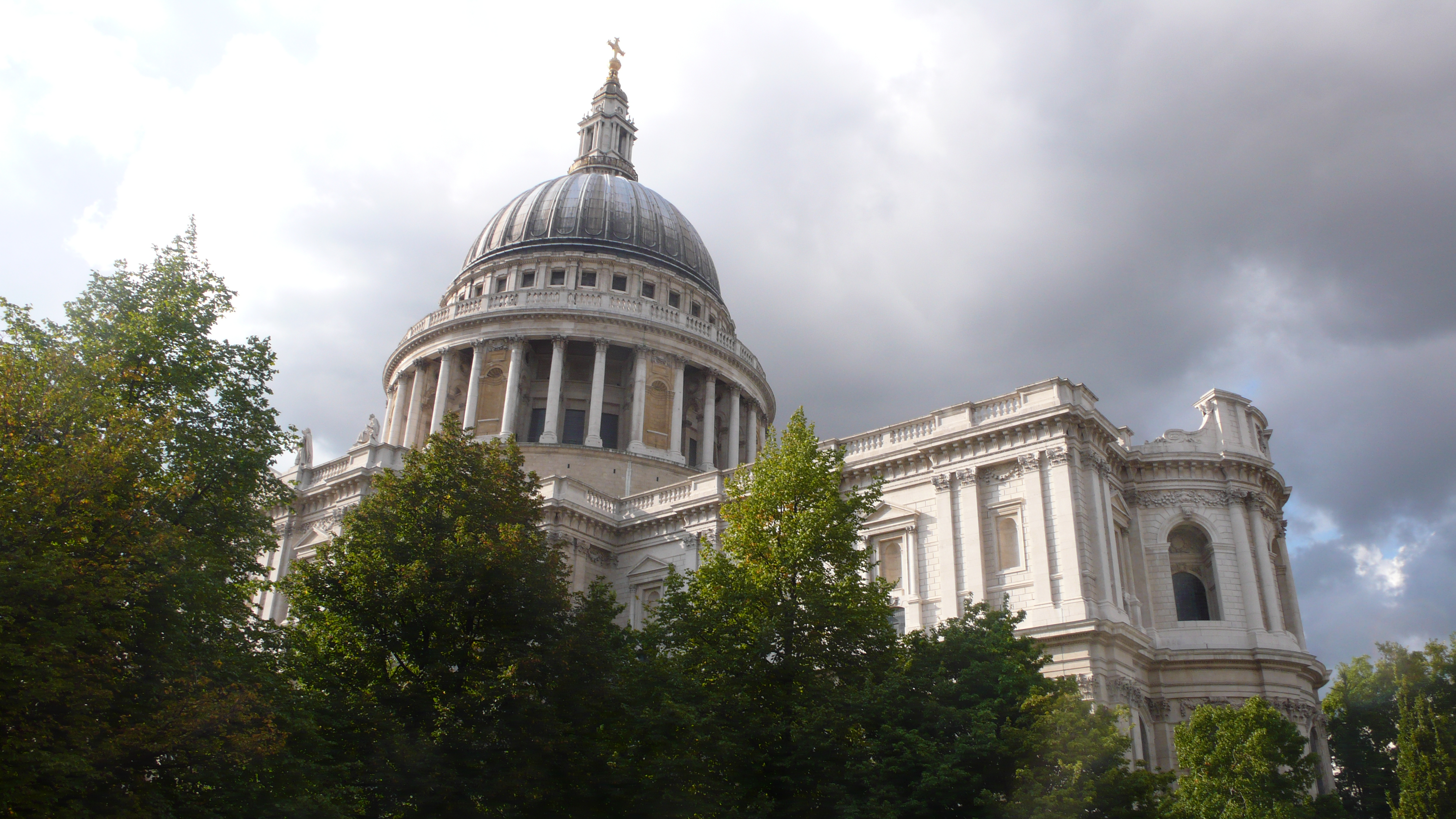
Katedrála sv. Pavla

Katedrála svatého Pavla (anglicky St Paul's Cathedral) je katedrála anglikánské církve, sídlo londýnského biskupa, stojící na Ludgate Hill v Londýnském obvodu City. Současná stavba pochází ze 17. století a je všeobecně považována za pátou katedrálu svatého Pavla.

## Předchozí katedrály
Londýnská diecéze byla založena roku 604 a její katedrála sídlila vždy na Ludgate Hill a byla zasvěcena svatému Pavlovi. Oblast Ludgate Hill byla vždy nějakým způsobem spojena s náboženstvím. Předpokládá se, že zde byl původně starověký megalit a později chrám zasvěcený bohyni Dianě spolu s Apollo Temple, který se kdysi nacházel ve Westminsteru.
První katedrála postavená Sasy byla ze dřeva. Byla zničena požárem roku 675 a o 10 let později byla obnovena a na její stavbu bylo znovu použito dřevo. Poté, co byl tento chrám vydrancován Vikingy, byla postavena druhá katedrála a tentokrát bylo na její stavbu použito především kamene.
Druhou katedrálu (označovanou také jako Původní katedrála svatého Pavla) začali budovat Normané poté co byla předchozí saská katedrála zničena roku 1087 požárem. Práce na její stavbě trvaly více než 200 let a větší část rozestavěného chrámu byla zničena při požáru roku 1136.

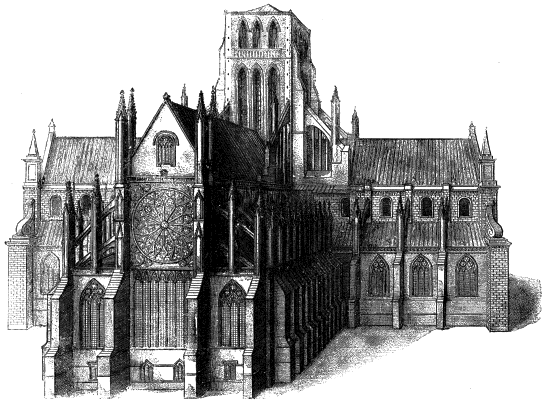
Původní katedrála svatého Pavla.

Ačkoli pro stavbu zdí byl použit kámen, střecha byla znovu dřevěná. Chrám byl dokončen roku 1240 ale brzy byly zahájeny práce na jeho rozšíření. Katedrála byla vysvěcena roku 1300 i když stavba byla dokončena až roku 1314. V té době to byl s délkou 181 m třetí nejdelší chrám v Evropě a pyšnil se nejvyšší, 149 m vysokou, věží.
V 16. století katedrála chátrala. Za vlády Jindřicha VIII. a Eduarda VI. došlo k ničení klášterů a jiných církevních staveb a v katedrále svatého Pavla byla zničena výzdoba interiéru, křížové lodi, márnice, kaple, oltáře a jiných domů v okolí katedrály. Mnoho z těchto náboženských budov náležejících ke katedrále bylo zabaveno panovníkem a prodáno jako obchody především tiskařům a knihkupcům, většinou evangelickým protestantům. Materiál z budov, které byly zbořeny byl použit na nové stavby například na stavbu Somerset House.
Roku 1561 byla věž zničena úderem blesku a nebyla opravena, protože tato událost byla vnímána protestanty i katolíky jako výraz božího hněvu. Původní katedrála svatého Pavla byla zničena Velkým požárem Londýna roku 1666. Ačkoli některé části byly zachovány a katedrála mohla být rekonstruována, bylo rozhodnuto o stavbě nové katedrály. Tento záměr existoval ještě před požárem.

## Wrenova katedrála

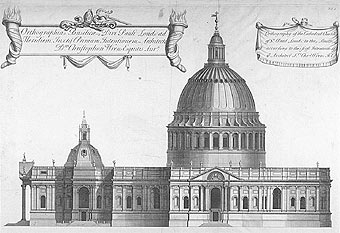
První Wrenův návrh ve tvaru řeckého kříže

Rekonstrukcí katedrály zničené požárem, spolu s dalšími více než padesáti kostely, byl roku 1668 pověřen Christopher Wren. Jeho první návrh, rekonstruovat katedrálu na původních základech byl roku 1669 odmítnut. Druhý návrh ve formě chrámu ve tvaru řeckého kříže z let 1670 až 1672 byl zamítnut jako příliš radikální, stejně jako upravený návrh zpracovaný v měřítku 1:24, který je označován jako Great Model a je v současnosti vystaven v kryptě katedrály.
Další variantní návrh byl roku 1675 přijat a v červnu byly zahájeny stavební práce. Plán zahrnoval výstavbu malého chrámu s věží, i když Karel II. později povolil Wrenovi provést dekorativní úpravy. Wren využil této příležitosti k radikální změně návrhu zahrnující rozsáhlý centrální dóm a věže na západní straně. Katedrála byla dokončena 20. října 1708, v den Wrenových 76. narozenin, i když se první bohoslužby konaly již 2. prosince 1697.

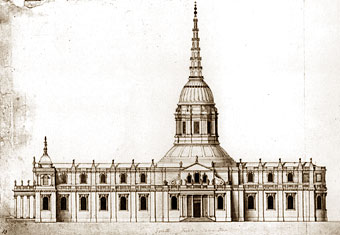
Variantní schválený návrh podle kterého byly zahájeny stavební práce, předtím než Karel II. povolil Wrenovi provést dekorativní úpravy

Chrám je postaven z portlandského vápence v renesančním a barokním stylu. Působivá hlavní katedrála je inspirována bazilikou svatého Petra v Římě. Je vysoká 108 m (365 stop měřeno k nejvyššímu bodu kříže na jeho věži, odpovídající počtu dnů v roce) a je výraznou dominantou Londýna. Líbivý vzhled chrámu je dosažen kombinací tří budov – nejvyšší budova není strukturovaná ale je působivá svou velikostí, nižší budova má velmi dekorativně zdobený interiér a spojovací část podpírá vrcholovou část.
Vlastní chrám se nachází na východ od hlavního západního vstupu. Chrámová loď obsahuje tři menší kaple ve dvou sousedních chrámových lodích – All Souls a St Dunstan's v severní a Chapel of the Order of St Michael and St George v jižní lodi. Hlavní prostor chrámu je zastřešen kupolovitou střechou. V chrámu se nacházejí tři ochozy, vnitřní – Šeptající ochoz (Whispering Gallery) a vnější – Kamenný ochoz (Stone Gallery) a Zlatý ochoz (Golden Gallery). Šeptající ochoz v interiéru chrámu je dostupný po 259 schodech z úrovně přízemí. Dostal své jméno po vlastnosti jeho konstrukce – šepot na jedné straně ochozu je slyšet v protilehlém místě ochozu.
Chór vybíhá na východ hlavní lodi a obsahuje lavice pro kněze a sbor a nacházejí se zde chrámové varhany. Varhany byly poprvé použity roku 1694 a současný nástroj je třetí největší svého druhu ve Velké Británii. Obsahuje 7 189 píšťal a 138 rejstříků. Na sever a jih vybíhají příčné chrámové lodě severního a jižního chóru. Katedrála má velmi rozsáhlou kryptu obsahující více než 200 památníků, kapli a pokladnici Řádu britského impéria. Christopher Wren se stal roku 1723 prvním člověkem pohřbeným v této kryptě.

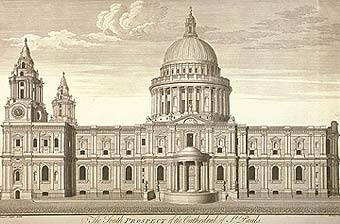
Konečná verze katedrály

Uvnitř katedrály jsou plakety, sochy a památníky věnované širokému spektru osobností. Hlavní část je věnovaná členům britské armády. V jižní příčné a severní boční chrámové lodi se nacházejí speciální památníky věnované lordu Nelsonovi a vévodovi z Wellingtonu. Velká část památníků je věnovaná známým básníkům, malířům duchovním a obyvatelům místní farnosti. Britská královská rodina využívá pro své významné svatby, pohřby a jiné církevní obřady Westminsterské opatství, ale v katedrále svatého Pavla se konal poslední významný královský sňatek prince Charlese a Diany Spencerové.
V roce 2001 se v katedrále svatého Pavla konaly smuteční obřady připomínající oběti Teroristických útoků 11. září 2001 za účasti členů královské rodiny a velvyslance Spojených států amerických Williama Farishe.
Od roku 2001 probíhala v katedrále rozsáhlá rekonstrukce, která byla dokončena v roce 2008 k 300. výročí jejího otevření. Předpokládalo se, že náklady na úpravy zahrnující vyčištění budovy a zlepšení vybavení pro návštěvníky, včetně úprav pro zpřístupnění katedrály pro invalidní občany, mají dosáhnou výše 40 miliónů liber.
Katedrála je přístupná veřejnosti. Cena jednotlivé vstupenky pro dospělého (2016) – 18,00 £.
Dopravní spojení s okolím – metro – St Paul's, Mansion House; DLR a metro – Bank Station; železnice a metro – Blackfairs Station.